# آیک: شمارش معکوس
آیک: شمارش معکوس (به انگلیسی: Ike: Countdown to D-Day) یک تله‌فیلم درام تاریخی و جنگی ساخته شده برای تلویزیون آمریکا است که در ابتدا در کانال تلویزیونی ای‌اندئی به کارگردانی رابرت هارمون و نویسندگی لایونل چتویند پخش شد.

## داستان
در دسامبر ۱۹۴۳، دوایت آیزنهاور با نخست‌وزیر وینستون چرچیل ملاقات می‌کند تا در مورد تهاجم زمینی آینده به اروپای غربی بحث کند. آیزنهاور تهدید می‌کند که از فرماندهی تازه منصوب شده خود به عنوان فرمانده عالی (ستاد عالی نیروهای اعزامی متفقین) استعفا می‌دهد، مگر اینکه کنترل تمام عملیات‌های هوابرد به او داده شود، و دلیل آن نیاز به دیکته کردن مکان و نحوه انجام عملیات بمباران استراتژیک است. چرچیل تسلیم می‌شود و باعث ناراحتی برنارد «مونتی» مونتگومری می‌شود که مایل است موقعیت آیزنهاور به عنوان فرمانده عالی را بگیرد.